# Divisione di Dobell
La divisione di Dobell è una divisione elettorale australiana nello stato del Nuovo Galles del Sud. La divisione fu creata nel 1984 e dedicata a Sir William Dobell, artista australiano. Si trova nella regione della Costa Centrale del Nuovo Galles del Sud.

## Deputati
| Deputato | Deputato       | Partito      | Periodo   |
| -------- | -------------- | ------------ | --------- |
|          | Michael Lee    | Laburista    | 1984–2001 |
|          | Ken Ticehurst  | Liberale     | 2001–2007 |
|          | Craig Thomson  | Laburista    | 2007–2012 |
|          | Craig Thomson  | Indipendente | 2012-2013 |
|          | Karen McNamara | Liberale     | 2013–2016 |
|          | Emma McBride   | Laburista    | dal 2016  |